# Саратены
Саратены (рум. Sărăteni, Сэрэтень) — село в Хынчештском районе Молдавии. Наряду с селом Котул-Морий входит в состав коммуны Котул-Морий.

## География
Село расположено на высоте 42 метров над уровнем моря.

## Население
По данным переписи населения 2004 года, в селе Сэрэтень проживает 619 человек (312 мужчины, 307 женщин).
Этнический состав села:
| Национальность | Число жителей | Процентный состав |
| -------------- | ------------- | ----------------- |
| румыны         | 592           | 95.64             |
| молдаване      | 18            | 2.91              |
| украинцы       | 3             | 0.48              |
| русские        | 2             | 0.32              |
| цыгане         | 1             | 0.16              |
| гагаузы        | 1             | 0.16              |
| болгары        | 1             | 0.16              |
| прочие         | 1             | 0.16              |
| Всего          | 619           | 100%              |